# 三刺拟刺毛蟹
三刺拟刺毛蟹（学名：Parapilumnus trispinosus）为扇蟹科拟毛刺蟹属的动物。分布于日本、斐济群岛以及中国大陆的广西等地，生活环境为海水，主要栖息于近岸浅水的死珊瑚礁块中。